# کپریول
کپریول (به انگلیسی: Capreol) یک منطقهٔ مسکونی در کانادا است که در سادبری بزرگ واقع شده‌است. کپریول ۲٬۸۱۵ نفر جمعیت دارد.